# كيتا إيباراكي (إيباراكي)
كيتا إيباراكي (باليابانية: 北茨城市 كيتا إيباراكي-شي) هي مدينة تقع في محافظة إيباراكي، اليابان. تأسست المدينة في 31 مارس 1956.

## وصلات خارجية
- موقع بلدية كيتا إيباراكي